# IEEE 1547
IEEE 1547 (Estándar para la Interconexión de Recursos Distribuidos con Sistemas de Energía Eléctrica) es un estándar del Instituto de Ingenieros Eléctricos y Electrónicos que tiene por objeto proporcionar un conjunto de criterios y requisitos para la interconexión de los recursos de generación distribuida con la red eléctrica.

## Propósito
Este documento proporciona un estándar uniforme para la interconexión de los recursos distribuidos con las EPS [Sistemas de Energía Eléctrica]. Proporciona requisitos pertinentes al desempeño, operación, pruebas, seguridad y mantenimiento de la interconexión.

Con la creciente adopción de recursos distribuidos en el presente y el futuro, se vuelven cada vez más importantes para el fiabilidad, seguridad y costo total, la existencia de un conjunto de normas relativas a su uso en la red eléctrica. Por otra parte, la falta de una norma nacional concreta fue visto como un obstáculo para la implementación de nuevos proyectos de generación distribuida. La norma pretende ser universalmente adoptable, tecnológicamente neutral y cubrir la distribución de recursos tan grandes como 10 MVA.

## Ley de Política Energética de 2005
Los servicios de interconexión se ofrecerán basados en los estándares desarrollados por el Instituto de Ingenieros Eléctricos y Electrónicos: Norma IEEE 1547 para la Interconexión de Recursos Distribuidos con Sistemas de Energía Eléctrica, con sus actualizaciones periódicas".

La Ley de Política Energética de 2005 estableció la norma IEEE 1547 como el estándar nacional para la interconexión de los recursos de generación distribuida en el Estados Unidos de América.

## Estándares relacionados
En la actualidad, hay seis estándares complementarios designados para expendirse sobre o clarificar los estándares iniciales, dos de los cuales se han publicado y los otros cuatro están en fase de borrador.
- IEEE 1547.1, publicado en 2005, describe la comprobación de la interconexión en orden a determinar si se conforma o no los estándares.
- IEEE 1547.2, publicado en 2008, proporciona una formación técnica en el estándar.
- IEEE 1547.3, publicado en 2007, detalla técnicas para monitorear los sistemas distribuidos.
- IEEE 1547.4, publicado en 2011, es una guía para el diseño, operación e integración de los sistemas conformados.
- IEEE 1547.5, está diseñada para recursos distribuidos mayores de 10 MVA.
- IEEE 1547.6, publicado en 2011, describe las prácticas para interconexiones de red secundarias.
- IEEE 1547.7, publicado en 2013, proporciona estudios de impacto de distribución para la interconexión de recursos distribuidos.

## Normalización comparable en Europa
En Europa, la estandarización de la integración de generadores distribuidos en las redes de energía aún no es tan avanzado como en los EE. UU. La razón radica principalmente en las muchas normas nacionales en esta materia.